# Albert Vanucci
Albert Vanucci (Ajaccio, Francia; 8 de agosto de 1947 – 6 de abril de 2025) fue un jugador y entrenador de fútbol francés que jugó en la posición de defensa.

## Carrera

### Club
| Periodo   | Club                |
| --------- | ------------------- |
| 1965-1971 | AC Ajaccio          |
| 1971-1974 | FC Sochaux          |
| 1974-1975 | Olympique Marseille |
| 1975-1978 | AS Monaco           |
| 1978-1980 | Gazélec Ajaccio     |
| 1980-1982 | Besançon RC         |
| 1982-1983 | Gazélec Ajaccio     |

### Selección nacional
Jugó para Francia en dos ocasiones en 1974 sin anotar goles.

### Entrenador
| Periodo   | Club                             |
| --------- | -------------------------------- |
| 1980–1982 | Besançon RC (jugador-entrenador) |
| 2004      | Gazélec Ajaccio                  |

## Logros
- Ligue 1 (1): 1977/78
- Ligue 2 (1): 1966/67